# 가미고촌 (아오모리현)
가미고촌(上郷村)은 아오모리현 산노헤군에 설치되었던 촌이다.

## 연혁
- 1889년 4월 1일 - 정촌제 시행에 의해 산노헤군 이시가메촌, 하라촌, 모이치촌, 도세촌, 야마구치촌, 세키촌, 나쓰사카촌이 합병해, 가미고촌을 발족하였다.
- 1955년 3월 1일 - 니노헤군 다고정과 합병해, 다고정을 신설해 소멸하였다.